# Gonçalo Byrne
Pour les articles homonymes, voir Byrne.
 (octobre 2019).
Le contenu est difficilement compréhensible vu les erreurs de traduction, qui sont peut-être dues à l'utilisation d'un logiciel de traduction automatique.
Gonçalo Sousa Byrne (Alcobaça 6 décembre 1941) est un architecte portugais diplômé en architecture à l'École des Beaux-Arts à Lisbonne en 1968. 
Auteur d'une œuvre immense, primée nationale et internationale, sa production a représenté un accent sur le patrimoine et les plans culturels. De son large programme, des dizaines d'œuvres énumérées dans le Portugal et à l'étranger, y compris le logement, la rénovation urbaine, infrastructures urbaines, les laboratoires et les universités. 
Professeur, invité au Portugal et à l'étranger, de recevoir en 2005 le titre honorifique de la Faculté d'architecture, Université technique de Lisbonne. 
De son travail, diverses en termes d'échelle, thème et le programme sont mis en évidence comme exemple le récent discours au Palais de Estói dans l'Algarve dans l'ancien hôpital de Saint Teotónio de Viseu et Alcobaça Monastère et ses environs, le bâtiment Siège du gouvernement de la province du Brabant flamand à Louvain, en Belgique, la tour de contrôle de la circulation maritime APL dans Lisbonne, quartier de l'Empire dans Chiado, Théâtre des figures à Faro en Algarve et le Musée National Machado de Castro à Coimbra. 
Dans le domaine de la planification urbaine menées, entre autres, des plans détaillés pour la zone entourant le Palais d'Ajuda à Lisbonne, de l'Université de Haute Coimbra et, plus récemment, à la ville d'Alger en Algérie et le projet de rénovation urbaine S.  Martinho do Porto, Alcobaça. 
Actuellement en développement de grands projets tels que le Real Estate complexe Estoril-Sol, complexe immobilier « Jade » à Lisbonne, le nouveau laboratoire central d'EPAL, plusieurs maisons dans Bom Sucesso Resort à Obidos et plus récemment le nouveau bâtiment de laboratoires de Novartis, Sienne, en Italie.
Expositions à Abrantes, Bruxelles, Buenos Aires, Catane, Coimbra, As, La Corogne, Lisbonne, Ljubljana, Lucques, Messine, Milan, New York, Padoue, Pampelune, Paris, Porto, Rio de Janeiro, Rosario, Saint-Marin, Sao Paulo, Trevi, Venise et Vicence. 
Pour l'intervention à l'étranger a été décoré par le président avec le titre de grand officier de l'Ordre de l'Infante D. Henry et le grand ordre de Santiago da Espada
Il a eu la médaille d'or de l'Académie d'architecture de France en 2000.

## Distinctions
- Grand-officier de l'ordre de l'Infant Dom Henri
- Grand officier de l'ordre de Sant'Iago de l'Épée

## Réalisations

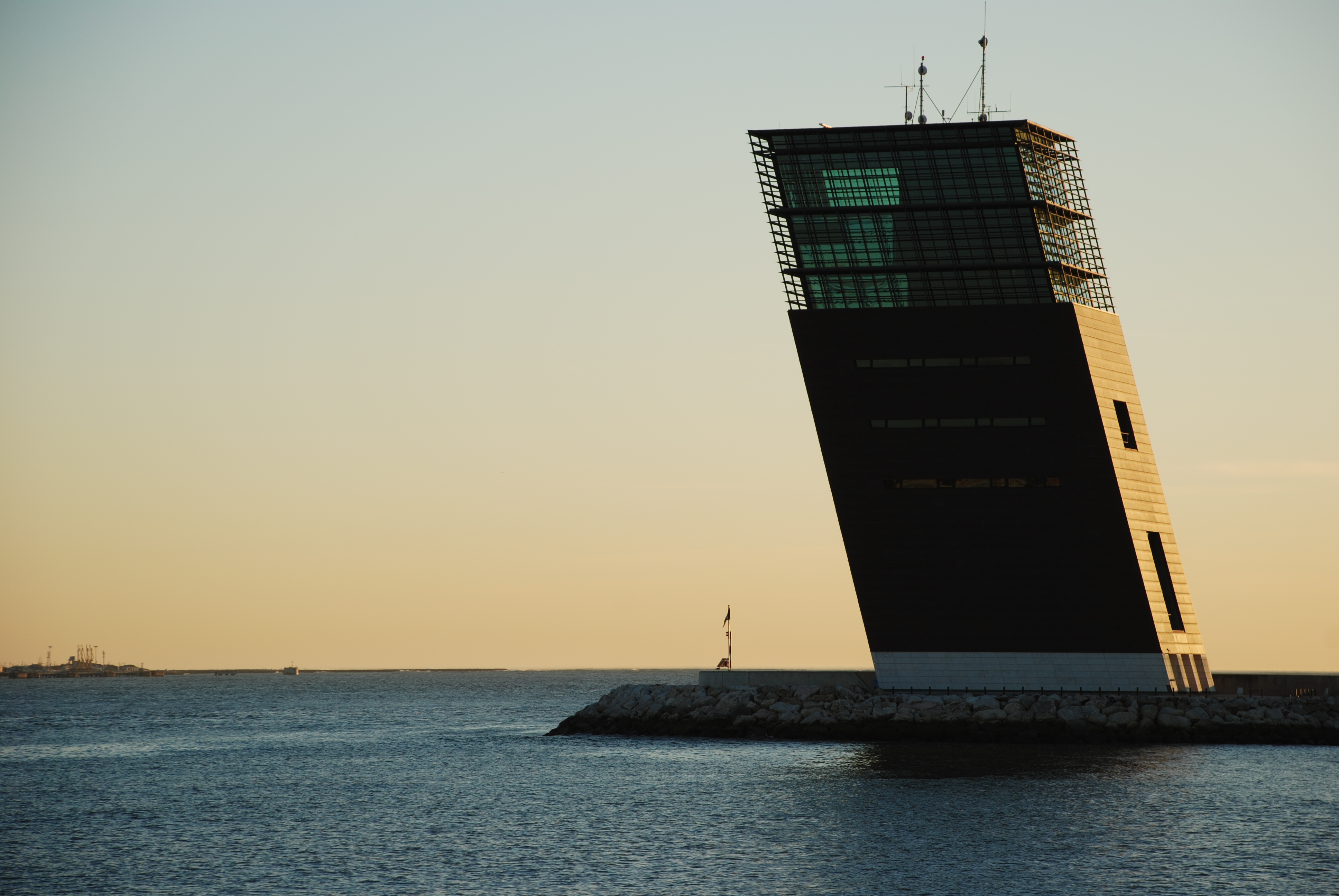
Tour de contrôle du trafic maritime au APL, Lisbonne.

- 2011 Complexe immobilier Estoril -Sol, Cascais
- 2010 Musée National Machado de Castro, Coimbra
- 2009 Conversion Palace Estói en Hôtel Pousada à Algarve
- 2008 Projet de Renouvellement Urbain S.  Martinho do Porto, Alcobaça
- 2008 Conversion de l'ancien hôpital de Saint Teotónio en Hôtel Pousada, Viseu
- 2006 Monastère d'Alcobaça et ses environs, Alcobaça
- 2003 Siège du Gouvernement de la Province du Brabant flamand à Louvain, en Belgique
- 2001 Tour de contrôle du trafic maritime au APL, Lisbonne